# لچینگدون
لچینگدون (به انگلیسی: Latchingdon) یک روستا و محله مدنی در بریتانیا است که در مالدون واقع شده‌است. لچینگدون ۱٬۲۴۱ نفر جمعیت دارد.